# Wjatscheslaw Schwyrjow
Wjatscheslaw Sergejewitsch Schwyrjow (kasachisch Вячеслав Сергеевич Швырёв; * 7. Januar 2001 in Almaty) ist ein kasachischer Fußballspieler, der als offensiver Mittelfeldspieler für den Ordabassy Schymkent unter Vertrag steht.

## Karriere

### Verein
Schwyrjow begann seine Karriere in dem Jugendverein von FK Qairat Almaty. Am 11. März 2018 gab er sein Debüt in der kasachischen Premier League für Kairat in einem Spiel gegen den FK Qysyl-Schar SK. Im Jahr 2021 wurde er an Aqschajyq Oral ausgeliehen, wo er in 9 Spielen ein Tor erzielte. Anschließend spielte er auf Leihbasis für Kairat Moskau. Im Jahr 2025 wechselte Schwyrjow zu Ordabassy Schymkent.

### Nationalmannschaft
Schwyrjow war Teil der kasachischen U-17- und U-21-Nationalmannschaften. Im Juni 2018 wurde er erstmals in die kasachische A-Nationalmannschaft für ein Freundschaftsspiel gegen Aserbaidschan berufen, kam jedoch nicht zum Einsatz.